# Bond (banda)
|  | Aquest article tracta sobre música. Per al personatge de ficció, vegeu James Bond |

Bond o BOND (anteriorment escrit com a bond en deferència als propietaris de la marca registrada 007) és un quartet de corda australià/britànic especialitzat en música crossover clàssica i synthpop. El quartet ha venut més de 4 milions de discos.

## Creació
Bond es va formar després de les converses inicials entre el productor musical Mike Batt i el promotor Mel Bush, després que Batt suggerís a Bush que ambdós apleguessin un quartet format per "quatre bells músics amb talent". Un temps més tard, Bush va avançar amb la idea, i va reclutar el productor Gareth Cousins per ajudar a escollir la línia i definir el so de la banda. Això va donar com a resultat els quatre primers enregistraments de la banda, cosa que va fer que Bond adoptés el segell discogràfic de Decca. Tres d'aquests quatre enregistraments originals, "Duel", "The 1812" i "Dalalai", foren l'eix vertebrador del primer àlbum, Born, on el productor Magnus Fiennes aportà temes addicionals i Mike Batt afegí un remix de Victory, que es va convertir en el primer senzill.
El quartet actualment està format per Tania Davis (primer violí, abans viola, de Sydney, Austràlia), Eos Counsell (segon violí, de Cardiff, Gal·les), Elspeth Hanson (viola, d'Upper Basildon, Anglaterra) i Gay-Yee Westerhoff (violoncel, de Hull, Anglaterra). Hanson va substituir la membre original de la banda Haylie Ecker (anteriorment primer violí, de Perth, Austràlia), que va deixar la banda el 2008 per tenir un fill.

### Gènere i èxit
Llur primer àlbum Born fou eliminat de les UK Classical Charts, aparentment pel seu "so massa semblant a la música popular". Born posteriorment va arribar a la posició número 1 en 21 països diferents arreu del món. Shine, llur segon àlbum, va obtenir disc d'or en sis països. Remixed, llur tercer llançament, va incloure remescles dels seus dos primers àlbums i tres noves obres inèdites. Llur tercer àmbul d'estudi Classified fou un popular i reeixit llançament: Classified va guanyar dos discos de platí a Austràlia, i aconseguí el lloc número u en les llistes de clàssics i pop. Explosive: The Best of Bond és un àlbum de grans èxits que inclou tres peces no publicades prèviament. També van participar en el certamen Miss Món de l'any 2000, celebrat a Londres.

## Aparicions i treballs recents

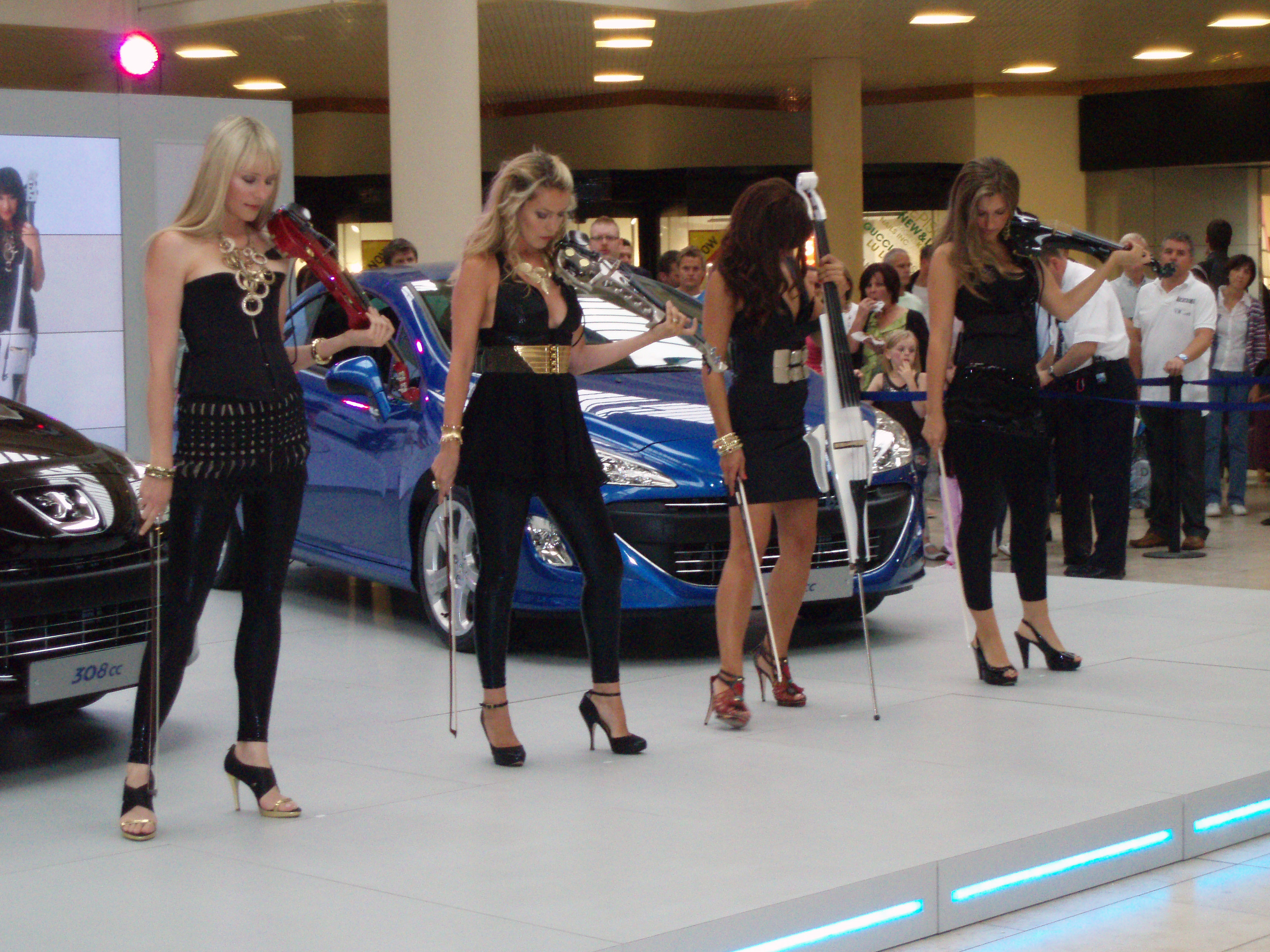
Bond actuant al Metrocentre, Gateshead, en la promoció del Peugeot 308CC

El quartet va passar bona part del 2003 fent gires, particularment per Àsia, i va participar en la celebració de Miss Univers del 2003, que va tenir lloc a la Ciutat de Panamà. També van participar en un anunci televisiu per la cadena de grans magatzems estatunidenca Marshall Field's, així com un anunci per al fabricant japonès de karaokes Daiichi Kosho. El grup va fer el seu debut cinematogràfic interpretant-se a si mateix en una escena de la pel·lícula de Rowan Atkinson Johnny English (on es parodien les pel·lícules de James Bond) per a la qual van contribuir també amb la peça "Kismet" (composta per Westerhoff) i interpretada en el tema principal. També apareixen com a elles mateixes a XXx: State of the Union, on interpreten "Victory".
El violinista clàssic André Rieu i l'Orquestra Johann Strauss van actuar en directe la nit de cap d'any a Viena amb un repertori que incloïa moltes de les peces favorites de Strauss, així com una aparició de Bond interpretant "Victory" a duo amb Rieu.
El 2009, Peugeot va encarregar a Bond que enregistrés Les quatre estacions de Vivaldi per anunciar el 308CC. Totes quatre components del grup van ajudar a fer els arranjaments d'aquestes cançons. "Estiu" i "Hivern" també van aparèixer a l'àlbum de Bond Play.
En entrevista amb Tania Davis feta pel Birmingham Mail, Davis va revelar que treballaven en el seu proper àlbum d'estudi. També va assenyalar que el següent àlbum tindria influències gitanes, folklòriques i de l'Europa Oriental. A finals del 2010, la banda va començar a interpretar material nou del seu nou àlbum "Play" als concerts a Mèxic, inclòs el nou senzill "Diablo".
Les cançons de l'àlbum inclouen el seu primer senzill, titulat "Diablo". Es caracteritza per un ritme de ritme accelerat, i compta amb la pròpia Eos Chater com a vocalista de la cançó. El quartet de corda també interpreta Jai Ho, un gran èxit de la pel·lícula Slumdog Millionaire. L'àlbum també compta amb alguns èxits més reconeguts, com ara la cançó "Pump It", una versió de la reeixida cançó de Dick Dale i His Del Tones' "Miserlou", que apareix als crèdits inicials de Pulp Fiction. La cançó "Last Time" és una interpretació de la cançó Bitter Sweet Symphony de la banda The Verve.
Les membres de Bond també van escriure les seves pròpies cançons a l'àlbum. Gay-Yee Westerhoff va escriure la cançó "Beatroot", que tenia una forta influència russa (notable per un clarinet improvisant sobre les cordes).
Bond també va interpretar "I Am the Walrus" al costat de Russell Brand en la cerimònia de cloenda dels Jocs Olímpics de 2012. Van tornar a l'Estadi Olímpic de Londres el juliol de 2013 per actuar a l'esdeveniment The National Lottery Anniversary Run.
Bond va interpretar l'Himne Nacional d'Austràlia en el partit d'Austràlia contra Nova Zelanda del Campionat de rugbi de 2013 a Sydney, el 17 d'agost.
Bond va interpretar "Married Life" d'Up al costat de la Cinematic Sinfonia, al Royal Albert Hall, en la gala de celebració del 50è aniversari de Michael Giacchino el 20 d'octubre de 2017.

## Composició

### Membres actuals
- Tania Davis - viola (2000-2007), primer violí (2007-present)
- Eos Chater - segon violí (2000-present)
- Elspeth Hanson - viola (2007-present)
- Gay-Yee Westerhoff - violoncel (2000-present)

### Membres antics
- Haylie Ecker - primer violí (2000-2007)

## Discografia

### Àlbums d'estudi
- Born (2000)
- Shine (2002)
- Classified (2004)
- Play (2011)

### Recopilatoris
- Remixed (2003)
- Explosive: The Best of Bond (2005)

### Enregistraments promocionals
- Raymond Weil (2001)
- Fab Field's Mix (2003)

### Bandes sonores
- Johnny English

### Senzills
- "Victory"
- "Wintersun"
- "Viva!/Wintersun"
- "Shine"
- "Fuego"
- "Speed"
- "Atlanta/Time"
- "Viva!/Victory"
- "Explosive/Adagio for Strings"
- "Fly Robin Fly"

### DVDs
- Live at the Royal Albert Hall
- Bond: Video Clip Collection

### Aparicions a pel·lícules
- xXx: State of the Union
- Johnny English

## Galeria d'imatges

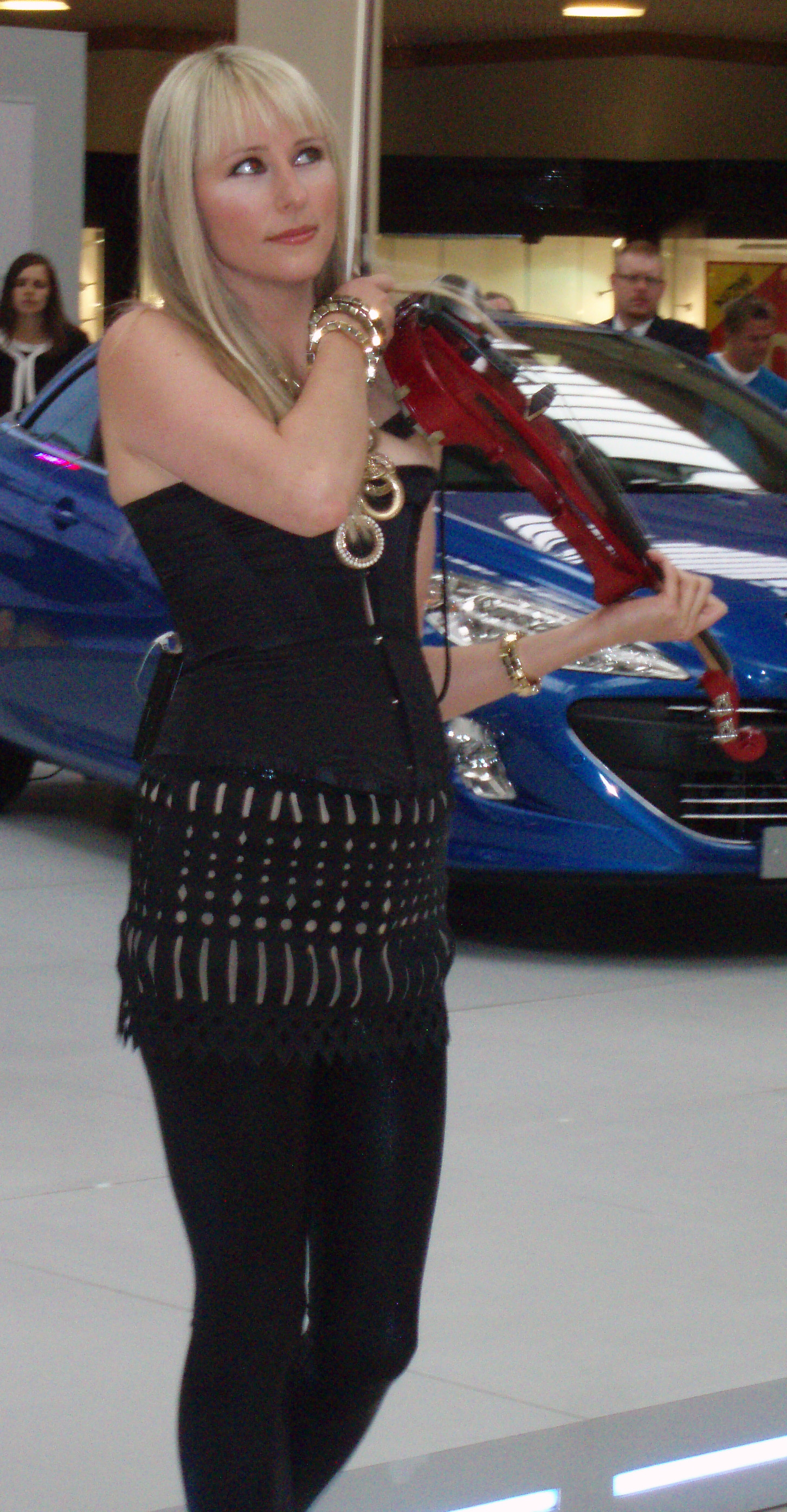
Tania Davis el 2009.
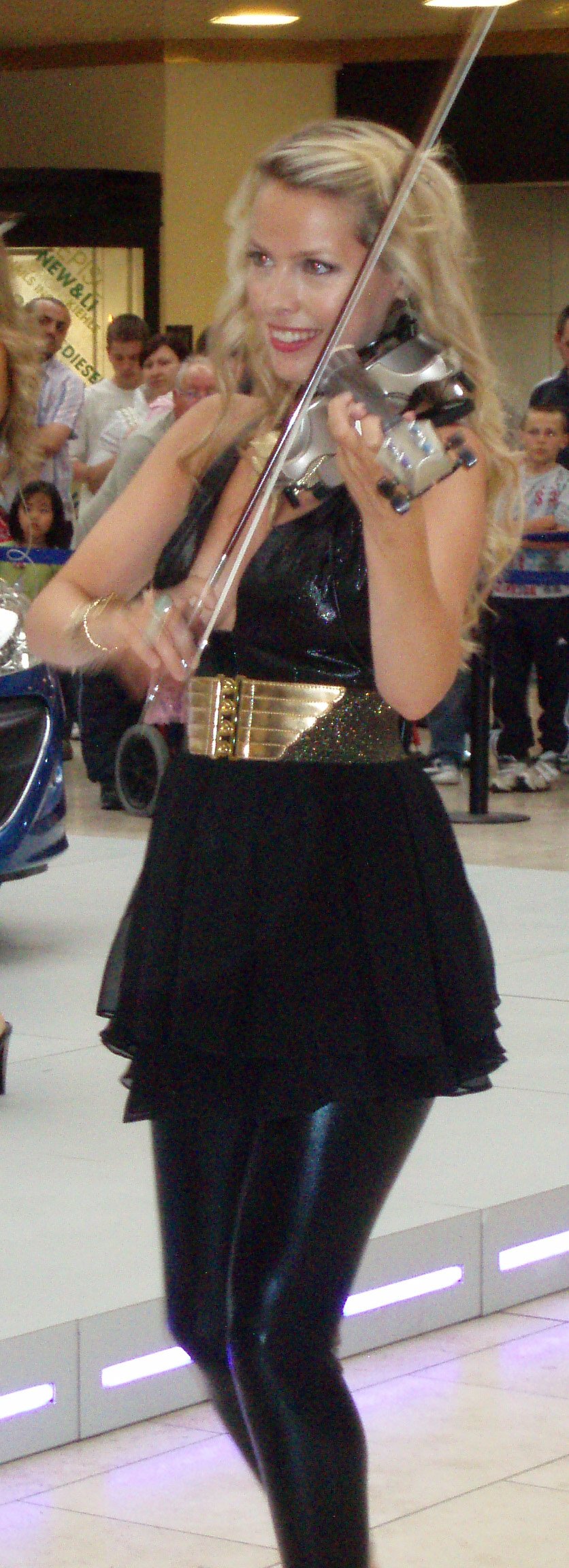
Eos Chater el 2009.
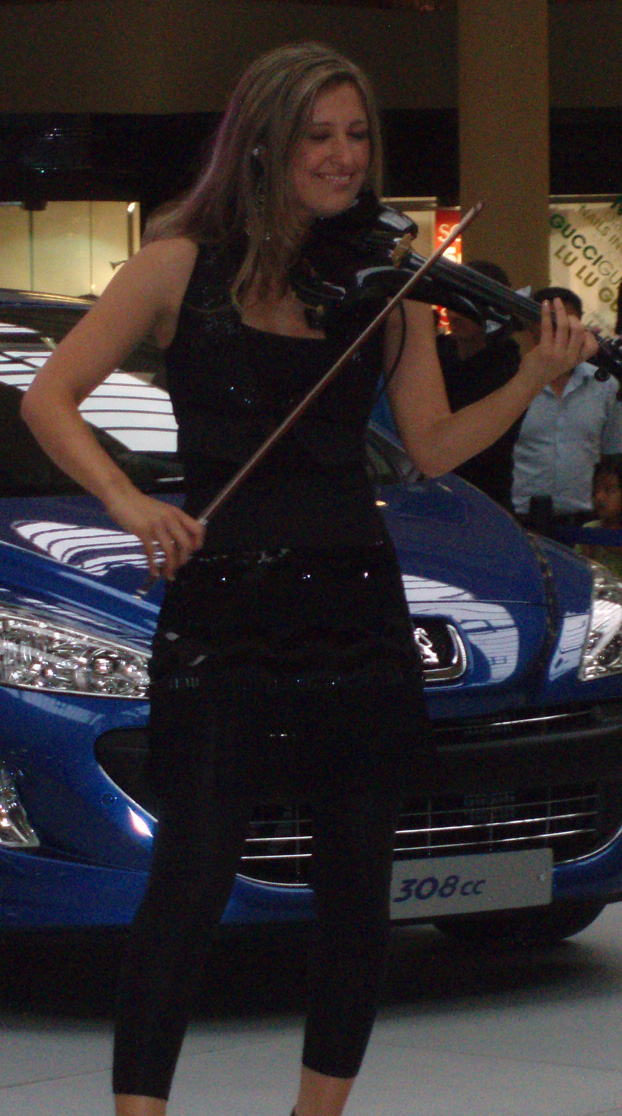
Elspeth Hanson el 2009.
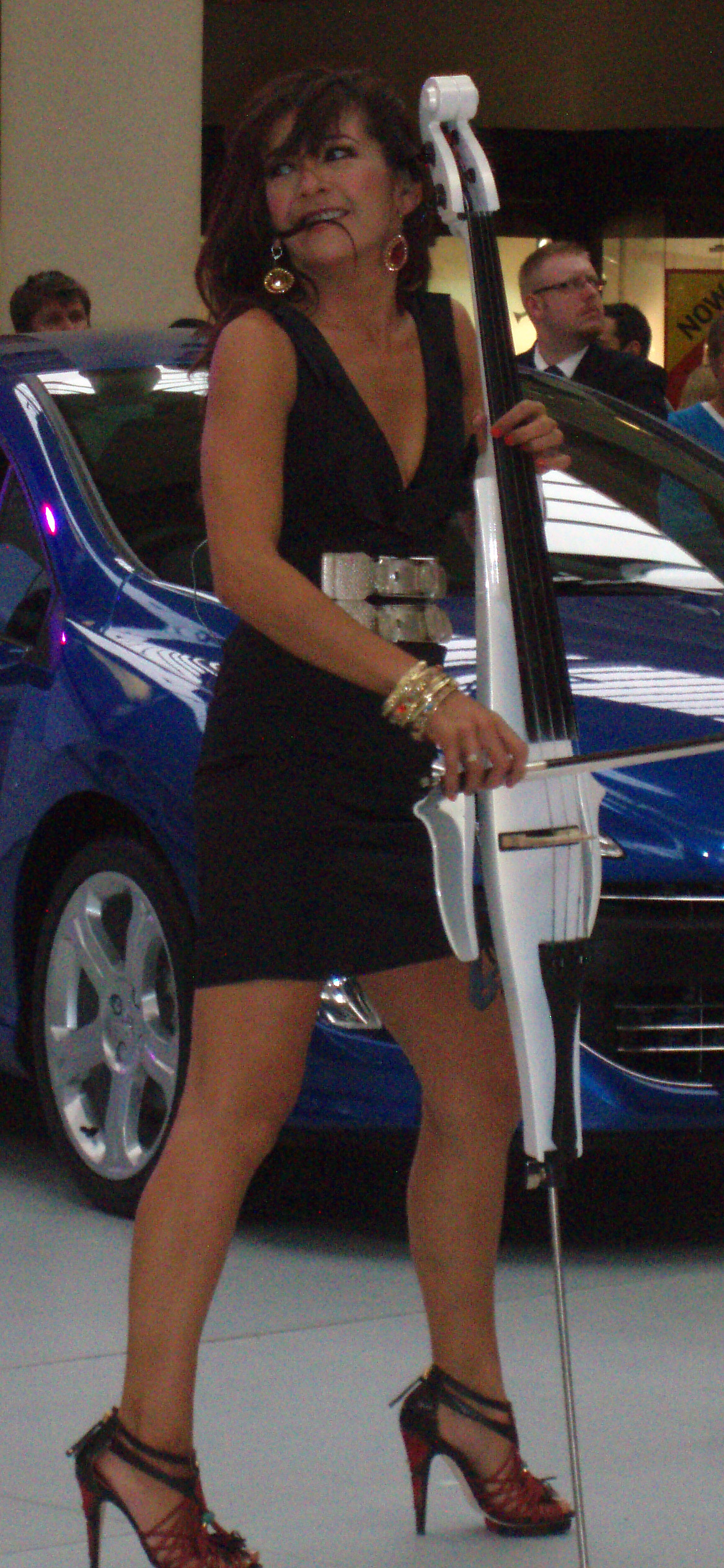
Gay-Yee Westerhoff el 2009.